# Koza
Koza é um filme de drama eslovaco de 2015 dirigido e escrito por Ivan Ostrochovský. Foi exibido na seção Cinema Mundial Contemporâneo do Festival Internacional de Cinema de Toronto de 2015. Foi selecionado como representante da Eslováquia à edição do Oscar 2016 de Melhor Filme Internacional, organizada pela Academia de Artes e Ciências Cinematográficas, mas não foi indicado.

## Elenco
- Peter Baláž como ele mesmo[7]
- Nikola Bongilajová - Nikolka
- Stanislava Bongilajová - Misa
- Ján Franek - Franek
- Alexandra Palatinusová - Mia (voz)
- Tatiana Piussi - HItchhiker
- Manfred Schmid